# Apanteles namkumensis
Apanteles namkumensis är en stekelart som beskrevs av Gupta 1957. Apanteles namkumensis ingår i släktet Apanteles och familjen bracksteklar. Inga underarter finns listade i Catalogue of Life.